# Comuna Karlskrona
Karlskrona (Karlskrona kommun) este o comună din comitatul Blekinge län, Suedia, cu o populație de 63.912 locuitori (2013).

## Geografie

### Zone urbane
Lista celor mai mari zone urbane din comună (anul 2015) conform Biroului Central de Statistică al Suediei:
| Nr | Zona urbană               | Pop.   |
| -- | ------------------------- | ------ |
| 1  | Karlskrona                | 36.477 |
| 2  | Rödeby                    | 3.508  |
| 3  | Nättraby                  | 3.284  |
| 4  | Jämjö                     | 2.629  |
| 5  | Hasslö                    | 1.606  |
| 6  | Sturkö                    | 1.325  |
| 7  | Skavkulla și Skillingenäs | 784    |
| 8  | Fridlevstad               | 708    |
| 9  | Torhamn                   | 559    |
| 10 | Tving                     | 548    |

## Demografie
| \| Evoluția demografică în comuna Karlskrona, 1970–2015 \| Evoluția demografică în comuna Karlskrona, 1970–2015 \| Evoluția demografică în comuna Karlskrona, 1970–2015 \| Evoluția demografică în comuna Karlskrona, 1970–2015 \| Evoluția demografică în comuna Karlskrona, 1970–2015 \| \| ----------------------------------------------------------------------------------------------------- \| ---------------------------------------------------- \| ---------------------------------------------------- \| ---------------------------------------------------- \| ---------------------------------------------------- \| \| An \| \| \| Locuitori \| \| \| 1970 \| 1970 \| \| 59 209 \| 59 209 \| \| 1975 \| 1975 \| \| 60 013 \| 60 013 \| \| 1980 \| 1980 \| \| 60 141 \| 60 141 \| \| 1985 \| 1985 \| \| 59 393 \| 59 393 \| \| 1990 \| 1990 \| \| 59 054 \| 59 054 \| \| 1995 \| 1995 \| \| 60 592 \| 60 592 \| \| 2000 \| 2000 \| \| 60 564 \| 60 564 \| \| 2005 \| 2005 \| \| 61 383 \| 61 383 \| \| 2010 \| 2010 \| \| 64 032 \| 64 032 \| \| 2015 \| 2015 \| \| 65 380 \| 65 380 \| \| Sursa: SCB - Statistika Centralbyrån, Folkmängd efter region, civilstånd, ålder och kön. År 1968–2016 \| \| \| \| \| |      |  |           |        |
| Evoluția demografică în comuna Karlskrona, 1970–2015 |      |  |           |        |
| An |      |  | Locuitori |        |
| 1970 | 1970 |  | 59 209    | 59 209 |
| 1975 | 1975 |  | 60 013    | 60 013 |
| 1980 | 1980 |  | 60 141    | 60 141 |
| 1985 | 1985 |  | 59 393    | 59 393 |
| 1990 | 1990 |  | 59 054    | 59 054 |
| 1995 | 1995 |  | 60 592    | 60 592 |
| 2000 | 2000 |  | 60 564    | 60 564 |
| 2005 | 2005 |  | 61 383    | 61 383 |
| 2010 | 2010 |  | 64 032    | 64 032 |
| 2015 | 2015 |  | 65 380    | 65 380 |
| Sursa: SCB - Statistika Centralbyrån, Folkmängd efter region, civilstånd, ålder och kön. År 1968–2016 |      |  |           |        |